# Хо-Урлюк
Хо-Урлюк (Хо-Орлюк, Ху-Урлюк) (бл. 1580 — 4 січня 1644) — 1-й старший тайші калмиків. Очолив перехід з Семиріччя до Волги.

## Життєпис
Походив з торгутів-кереїтів. Онук Буйго-Урлюка, син Зульзуган-Урлюка. У 1604 році кочував у верхів'ях Іртиша. У вересні 1606 року до Тари відправив посланця Катачея (сина Бурулдуя) з проханням дозволу кочувати біля Ішиму. Не отримавши згоди, Хо-Урлюк напав на Тарський округ, а потім у в Барабінському степу відбулася сутичками з московитами.
У 1608 році посли Хо-Урлюка прибули до Тари для переговорів з московською владою що спільно торгівлі. Натомість воєвода Іван Мосальський зажадав, щоб Хо-Урлюк підпорядкувався Москві. Той стратив московських посланців на чолі із Онікою Черновим, відступиши на схід.
У 1613 році здійснив похід до берегів верхнього Яїка. 1614 року в умовах початку війни ойратів з алтин-ханом Убаші-хунтайджі визнав верховну владу Байбагас-батура. 1616 року на зборах тайшів торгутів переконав їх переселитися до річки Емба та Яїку. Ймовірно тоді ж очолив торгутів після смерті двоюрідного стрийка Езіней-тайджі. У 1618 році відправив розвідників, щоб оглянути береги Каспійського моря та Нижньої Волги, деякі з яких вдерлися в межі Хівинського ханства. На цей час зумів об'єднати усіх торгутів.
1620 року видав доньку за Іш-Мухаммеда (Ішима), сина колишнього сибірського хана Кучума. Водночас в Тобольську разом з Далай-Батиром, тайші дербетів, та Чокуром, тайші хошутів, визнав зверхність Московського царства. Того ж року разом з іншими тайші зазнав поразки від казаського Єсім-хана. 1625 року спільно з Далай-Батиром виступив на боці Байбагас-батура проти тайші Чокура, якого переслідували до Емби, де 1626 року завдали рішучої поразки. Після цього союз з Дербет-Батиром розпався. У 1628 році на чолі орди у 50 тис. кибиток рушив на захід. Не доходячи донизу Яїка, торгути підкорили своїй владі джамбуйлуків з рештків Ногайської орди на річці Емба. Також атакували Мангишлак, змусивши хівинського хана Ісфандіяра вілступити. Було захоплено частину мангишлацьких туркменів (племена кизил-аяків), яких Хо-Урлюк увів на Волгу.
У 1630 році Хо-Урлюк з головними силами підійшов до берегів Волги, де завдав тяжкої поразки Кара-Мухаммеду-мірзі, нурадину Ногайської орди. У той же час торгути спробували захопити фортеці яїцького козацтва. У 1633 році підпорядкував собі Алтиульську Орду, переселив туди торгутів на чолі зі своїм старшим сином Шукур Дайчин, а сам перекочував на Ембу. Також калмики напали на кочів'я ногайського кековата Джан-Мухаммеда, який зі своїми улусами переправився на західний берег Волги. Також вдалося оточити частину ногайців та астраханських стрільців біля річки Великий Узень.
У січні 1634 року калмицькі мурзи вчинили напад на кочівля Каная, бія Ногайської Орди, який також змушений був перейти на інший бік Волги. Ногайці-едісани визнали владу Хо-Урлюка. Того ж року він почав перемовини з Канай-бієм щодо спільно нападу на Астрахань. У 1635 році калмики, витіснивши великих ногаїв, поширилися лівим берегом Волги від Астрахані до Самари. Разом з тим вступив у протистояння з Далай-Батиром, тайші дербетів, який спільно з казахським ханом Жанібеком і бухарським Імамкулі — завдав суттєвих поразок торгутам. Хо-Урлюк вимушен був відступити до пониззя Яїку.
1637 року почав готуватися до походу на ногайців, внаслідок чого ті втекли за Дон, підкорившись Кримському ханству. 1639 року Хо-Урлюк відправив військо проти Бухарського ханства, але спроба захопити Бухару не вдалася.
В 1640 році Хо-Урлюк з двома синами, Шукур-Дайчином і Єлденом, їздив на загальногомонгольський курултай, що відбувся в передгір'ях Тарбагатаю. Тут ойратські та монгольські тайші уклали мирний договір і затвердили загальні закони — Степовий. Хо-Урлюк видав свою дочку заміж за Ердені-Батура, засновника Джунгарського ханства, а іншу за сина Дайшина-Хошучи, сина тайші дербетів Далай-Батира. В цей час Московське царство уклало союз з Кримським ханством проти калмиків Хо-Урлюка.
1642 року донька Хо-Урлюка пішла від дайчина-Хошучи, забравши частину підданих. Той рушив навдовгін, але йому завдали поразки калмики, відправлені Хо-Урлюком. 1643 року відправив війська проти Казиєвою Орди, остаточно підкоривши прикавказьких едисанів. Того ж року калмики намагалися захопити Самару, але марно. У 1644 році Хо-Урлюк загинув під час кавказького походу, зазнавши поразки кабардино-ногайського загону на чолі із пші (князем) Алегуком. Загинули також син старшого тайші — Кірсан — та два його онука. Хо-Урлюку спадкував старший син Шукур-Дайчин.